# Partisanos antisoviéticos

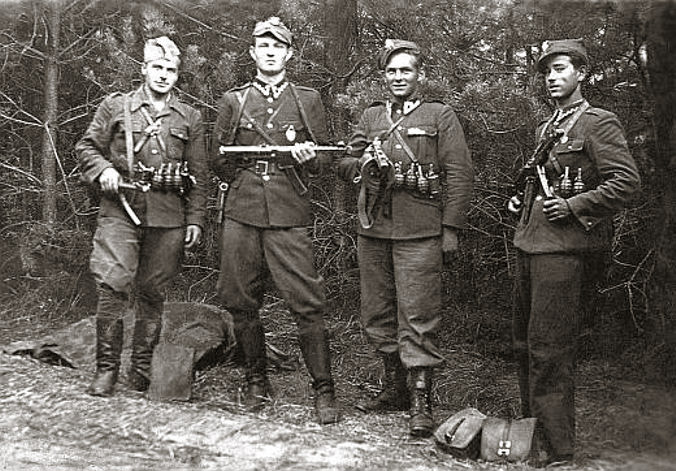
Partisanos anticomunistas polacos en 1947.

Los partisanos antibolcheviques o antisoviéticos pueden referir a varios movimientos de resistencia que se opusieron a la Unión Soviética y sus estados de satélite en varios periodos durante el siglo XX.

## Durante Guerra Civil rusa y el Periodo de Entreguerras
- Movimiento Blanco
- Revuelta de los Basmachí
- Ejército Verde (Rusia)
- Guerrillas de Bosque
- Ejército Negro (Ucrania)
- Levantamiento de Izhevsk-Vótkinsk
- Rebelión de Agosto
- Rebelión de Kronstadt
- Rebelión de Tambov

## Durante Segunda Guerra Mundial y sus consecuencias
- Combatientes del Balli Kombëtar en Albania.
- Chetniks ultranacionalistas monárquicos serbios.
- Insurgencia chechena.
- Soldados malditos en Polonia.[1]
- Hermanos del Bosque en los Países bálticos.[1]
  - Partisanos letones.
  - Partisanos lituanos.[2]
  - Partisanos estonios.
- Hombres del Bosque o «Goryani» en Bulgaria.[1]
- Resistencia anticomunista polaca.
- Movimiento de resistencia anticomunista rumano.
- Ejército Negro o «Armata Neagră» en Moldavia.
- Ejército Insurgente Ucraniano (UPA)
- Organizaciones formadas por la Alemania nacionalsocialista:
  - Operación GULAG.
  - Los Gatos Negros de Michał Vituška, en Bielorrusia.
  - Cruzados en Croacia.
  - Guerrilla nacionalsocialista Werwolf en Alemania.

## Durante la Guerra Fría
- Contras
- Guerrilla afgana
- Muyahidines afganos
- Operación Gladio
- Rebelión del Escambray
- Revolución húngara de 1956
- Sublevación de 1953 en la República Democrática Alemana